# 渋山寿
渋山 寿（しぶやま とし、天保14年（1843年） - 明治39年（1906年））は日本の医師。渋山家の6代目。号は盤石。

## 経歴
竹内村（現在の鳥取県境港市竹内町）に渋山玄寿の長男として生まれる。若くして長崎に遊学し、西洋外科を学んだ。この遊学には相当の費用を要したといわれ、同家の田畑も売却したと伝えられる。
佐斐神村の書家井田磐山について書を学び、盤石と号した。
私塾を開いて近隣の子弟の教育にもあたっており、更に剣道、馬術にも長じていて、常に馬2頭を飼っていた。いつもこの馬に乗って往診していたという。
故あって佐斐神村の岡文仲の子定太郎を家継養子とした。定太郎は現在の東大医学部に学んだが卒業を目前にして赤痢で死去した。

## 系譜
渋山家（足立氏系譜、足立氏ものがたり、中国地方の足立氏）
竹内村足立家の一族渋山弥一右衛門の弟が初代長寿であり、分家して竹内村に医を開業し、通称“灘渋山”といわれていた。この長寿が医家としての初代であるが、その経歴は詳しくわかっていない。
二代目の長寿は京に出て産科を学び、中条流の産科を専門とした。
三代目の長寿は明和､安永年間（1764年－1780年）京に出て賀川満卿について産科を学び、更に吉益東洞について医術を学んだ。
四代目の長寿は紀州の華岡青洲に学んだ。藩禄3人扶持を与えられ、御用の節出仕の役を受けたため、権威を持って常に駕籠に乗って往診した。
五代目の玄寿は花柳病科に長じており、主にあたる人の梅毒の治療にあたった。一代限り苗字帯刀御免となった。
七代目の一二（いちじ）は医師にならず、松江中学中退後、画道に専念した。
八代目の春樹は鳥取師範卒業後、教育者となった。和歌、詩文に長じた。
```
　　　　　
（足立）　　　　　　　　　　　　　　　　（渋山）　　　　　　　　
善右衛門━善右衛門━安左衛門━与治右衛門━七郎兵衛━与次右衛門━弥一右衛門
　　　　　　　　　　　　　　　　　　　　　　　　　　　　　　　　

```

```
　　　　　　　　　　　┏長寿━━礼順（岡家へ）
　　　　　　　　　　　┃
長寿━━長寿━━長寿━┫
　　　　　　　　　　　┃
　　　　　　　　　　　┗玄寿━┳寿━━┳一二━━春樹
　　　　　　　　　　　　　　　┃　　　┃
　　　　　　　　　　　　　　　┗キク　┣まつ代
　　　　　　　　　　　　　　　　┃　　│
　　　　　　　　　　　　　　　　┃　　└定太郎（養子、岡家より）
　　　　　　　　　　　　　木島恒太郎　　　

```

### 渋山家演舌書
- 奉願上覚
  - 私先祖善右衛門儀素大職冠鎌足公拾三代の後胤小野田三郎兼広之二男民部之丞遠兼拾三代備中国英賀郡草間川寄之城主足立備中守信則之嫡子雲州葛籠尾之城主足立右馬之丞久信､其子弥太郎之嫡子二御座候而同国太守尼子経久并二嫡男晴久之旗下ニ御座候、然処永禄九年尼子家落城、葛籠尾之居城ヲ離散仕同国森山村ニ隠住仕候、其後天正之頃尼子残党父弥太郎共悉戦死仕候ニ付而は、武辺之志をはなれ民間に下り、御当国浜之目儀は土地広く人家少き場所柄ニ御座候処、其後文禄之頃則当村江移転仕田畑開立専相働御百性二元付申上候、其頃当村近辺は境村傍示ニ而村号等無御座、人家も漸々拾軒計り御座候由申伝候､然処寛永元年子之御改御図帳表御高百四拾石余､人家も拾七八軒ニ相成候処､当時ニ而は分家筋之もの凡百七拾軒計り御座候而、一村開発同様之者二御座候、右善右衛門より四代目与次右衛門と申者、実子并二養子共都合拾弐人御座候内、三男七郎兵衛と申者元禄六酉年分宅仕、是則私家之元祖二御座候、是又専御百性出情仕候、（下略）

### 帯刀御免状
- ロ会見郡竹内村
  - 医師 渋山 玄寿

其方儀兼々医術心懸宜治療専致出精候ニ付先達而一代限苗字被成御免置候処､弥医道相励内外共治療盛ニ致出精候趣相聞ヘ候ニ付､格別ニ其身一代限帯刀被成御免

渋山氏系譜
- 渋山家（足立家四代与治右ェ門より分家）
  - 初代 七良兵衛 月海宗晧居士 延享4年（1747年）没
  - 二代 与次右衛門 大円哲明居士 安永3年（1774年）没
  - 三代 弥一右衛門 伝明玄燈居士 天明4年（1784年）没
  - 四代 七郎兵衛 了心庵顕功恵徳居士 文政元年（1818年）没
  - 五代 弥一右衛門 大興院義観亮忠居士 文化7年（1810年）没
  - 六代 弥一右衛門 円融院大聖高徳居士 慶応2年（1866年）没

文政2年（1819年）国産品売捌座を願い出て許可され、文政5年（1822年）には60両を献金して、晒弐疋を拝領。銀札小座役も務める。苗字御免。
  - 七代 弥八郎 泰岳院興山道隆居士 明治22年（1889年）没

- （灘）渋山家（渋山家三代弥一右衛門より分家）
  - 初代 長寿(医師) 大円長寿居士 文化4年（1807年）没
  - 二代 長寿(医師) 盛巌宗栄居士 天保12年（1841年）没
  - 三代 長寿(医師) 育仁院傑山俊英居士 文政6年（1823年）没
  - 四代 長寿(医師) 俊正院大済医徳居士 文久元年（1861年）没
  - 五代 玄寿(医師) 高照院大医徳居士 慶応4年（1868年）没

- 小渋家（渋山家四代七郎兵衛より分家）
  - 初代 七良左衛門 瑞松院紹嶽永隆居士 文久2年（1862年）没
  - 二代 清右衛門 廓然大悟居士 慶応2年（1866年）没

## 関連
- 竹内村
- 井田磐山